# IBM 3101
 (mai 2022).
La station d'affichage IBM 3101 ASCII Display Station et les produits ultérieurs d'IBM, les 3151/315X et 3161/316X, étaient des terminaux d'affichage avec communication série asynchrone (signalisation start-stop) qui étaient utilisés avec une variété d'ordinateurs IBM et non IBM pendant les années 1980. –90, en particulier les terminaux de traitement de données sur mini-ordinateurs non IBM, ordinateurs IBM Series/1 et IBM AIX.

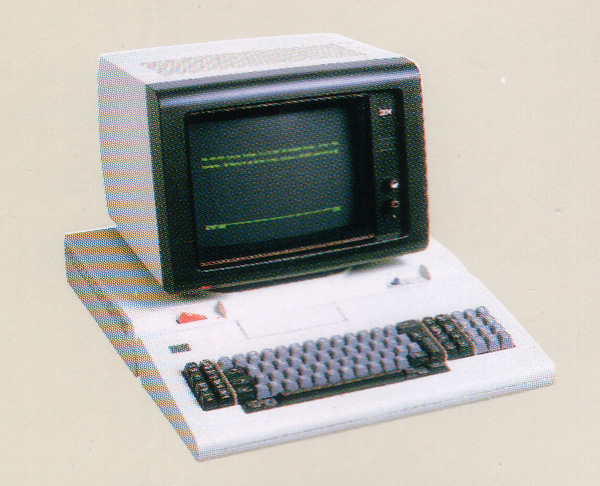
IBM 3101 Display Station

## Modèles

### IBM 3101
La station d'affichage IBM 3101 ASCII Display Station est apparue en 1979. Il comportait :
- Écran CRT au phosphore vert de 12 pouces.
- 24 lignes de 80 caractères.
- Clavier ASCII (anglais américain, belge, danois, finnois, français, allemand, italien, katakana japonais, norvégien, portugais, espagnol, suédois, français suisse, allemand suisse, anglais britannique).
- Communication asynchrone : interface EIA RS-232C pour courte distance ; Interface EIA RS-422 pour une plus longue distance.
- Débits en bauds de 200/300 à 19 200 (bps).

Fait inhabituel pour les pratiques d'IBM à l'époque, c'est également :
- Utilisation de diverses technologies non IBM.
- Configuration initiale requise par l'utilisateur.
- Composé de divers types d'affichages, de claviers et de logique.
- A été entretenu dans les dépôts de service IBM uniquement.
- Diagnostics effectués par l'utilisateur autorisés, via le livret Guide de détermination des problèmes stocké dans le clavier.
- Peut être acheté (avec des remises sur volume) mais pas loué.

L'IBM 3101 a été utilisé avec une variété d'ordinateurs IBM et non IBM. En tant qu'écran de communication asynchrone, il était en concurrence avec les produits de Digital Equipment Corporation (par exemple VT100), Wyse Technology (par exemple 50/60/70), Applied Digital Data Systems (par exemple ADDS Viewpoint) et d'autres. Il était souvent utilisé comme terminal de traitement de données sur des mini- ordinateurs non IBM et l'IBM Series / 1.

#### Imprimante IBM 3102
L'imprimante matricielle IBM 3102 utilisait la technologie d'impression sur papier thermique et pouvait être connectée au port auxiliaire de l'IBM 3101. Il prenait en charge 80 caractères matriciels 5x7 par ligne, 6 lignes par pouce et produisait 40 caractères par seconde.

### IBM 3161/3163

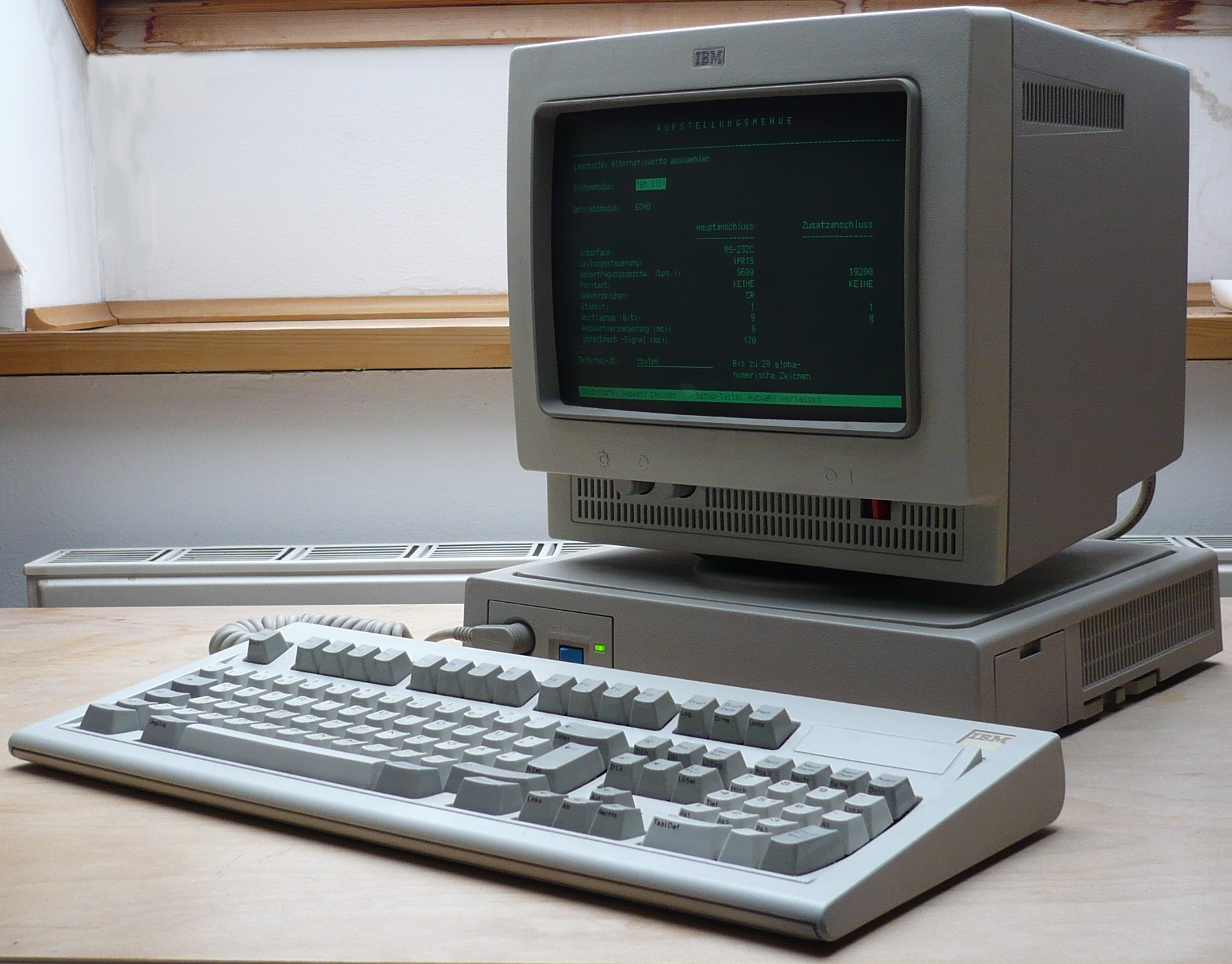
Terminal IBM 3161, affichant l'écran de configuration en allemand.

Les stations d'affichage ASCII IBM 3161/3163 Display Station sont devenues disponibles en 1985 et comportaient :
- Écrans CRT monochromes de 12 pouces (3161) ou 14 pouces (3163).
- Cartes en option pour émuler d'autres terminaux d'affichage ASCII : ADDS Viewpoint, Hazeltine 1500, Lear Siegler ADM-3A et ADM 5 et TeleVideo 910.

### IBM 3164
La station d'affichage couleur ASCII Color IBM 3164 Display Station, disponible en 1986, comportait un écran CRT monochrome vert, ambre ou blanc de 14 pouces.

### IBM 3151

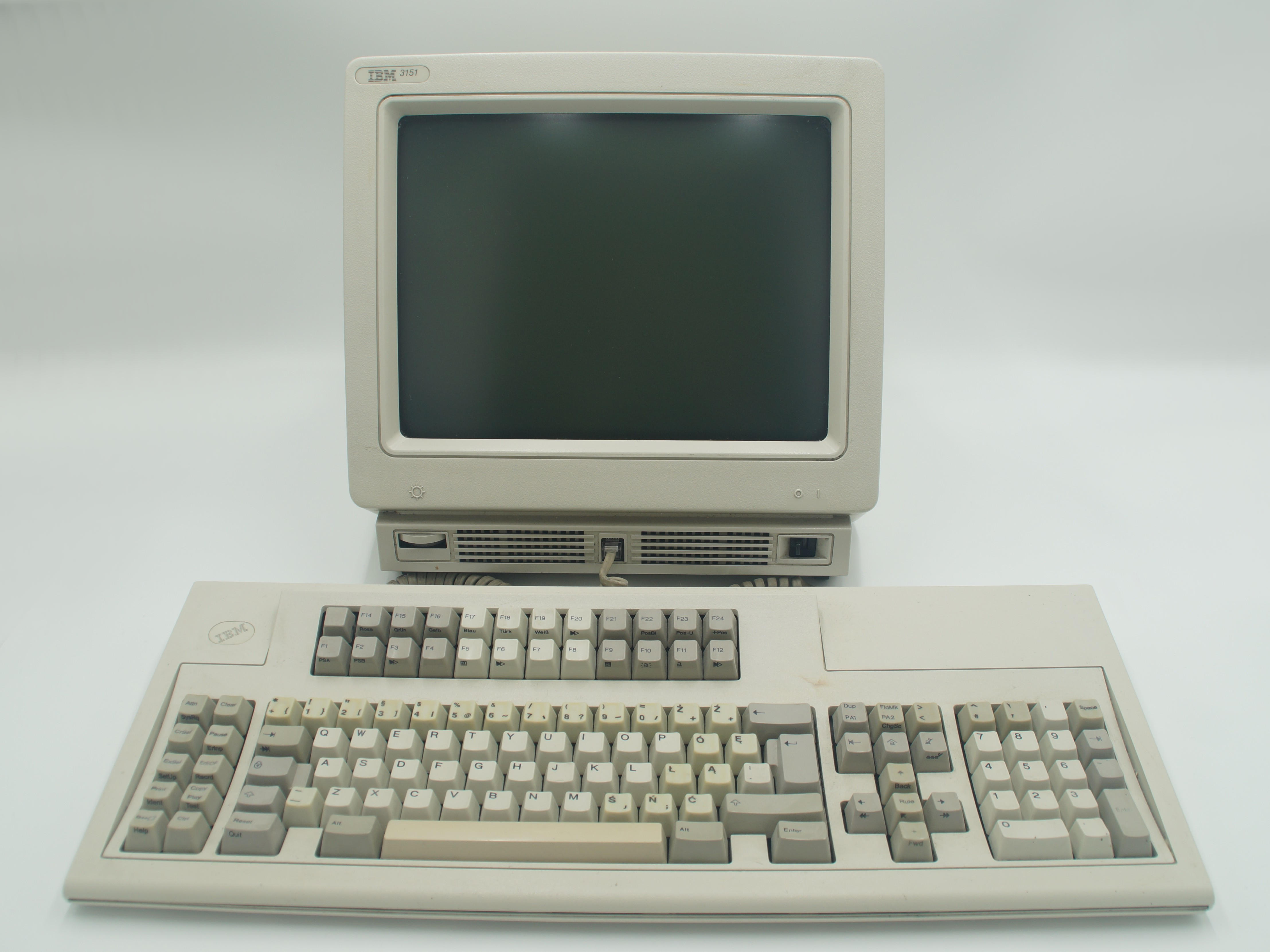
IBM 3151 avec un clavier polonais non standard

La station d'affichage IBM 3151 ASCII Display Station est devenue disponible en 1987 et comprenait :
- Écran CRT vert, ambre ou blanc de 14 pouces de diagonale.
- 24 lignes de 80 à 132 caractères chacune.
- Affichage/logique et clavier.
- Émulation facultative d'autres écrans Lear Siegler ADM-3A, ADM-5, ADDS Viewpoint A2, Hazeltine 1500, Televideo TVI-910/910+, TVI-912, TVI-920, TVI-925, TVI-925E et IBM 3101 ASCII.
- Mode de fonctionnement en bloc ASCII (sauf les modèles 51 et 61, qui étaient similaires à l'EBCDIC IBM 3270).

En 1988, le 3151 a remporté à la filiale japonaise d'IBM un Good Design Product Award du Japan Institute of Design Promotion .

### IBM 3152
La station d'affichage couleur ASCII Color IBM 3152 Display Station est devenue disponible en 1992 dans les pays d'Europe, du Moyen-Orient et d'Afrique. Il comprenait :
- Clavier ASCII (anglais américain, belge, danois, finnois, français, allemand, italien, grec, norvégien, portugais, espagnol, suédois, français suisse, allemand suisse ou anglais britannique).
- Clavier PS/2 (anglais américain, belge, bosniaque, tchèque, danois, néerlandais, finnois, français, allemand, italien, grec, hongrois, norvégien, polonais, portugais, roumain, russe, slovaque, slv/croate/sl, espagnol, suédois, suisse français, suisse allemand, turc F, turc Q, hébreu ou anglais britannique).

### IBM 3153
La station d'affichage couleur IBM 3153 InfoWindow II Color ASCII Display Station est devenue disponible en 1993. À l'instar de la série de terminaux NCR ( Boundless Technologies ) 2900, il peut être utilisé avec des caisses enregistreuses et des systèmes de surveillance de cuisine.

## Développement, fabrication et utilisateurs
Les séries IBM 3101/315x/316x ont été développées par les laboratoires de développement de produits de communication d'IBM à Fujisawa et Yamato, au Japon ; puis plus tard par le département de développement d'IBM à Greenock, en Écosse. Ils ont été fabriqués au Research Triangle Park d'IBM en Caroline du Nord, aux États-Unis, pour les Amériques et l'Asie/Pacifique ; et à Greenock pour les autres pays.
Ils ont été utilisés comme terminaux d'entrée/sortie de traitement de données sur de nombreux mini-ordinateurs - en particulier les IBM Series/1 et IBM AIX - pour des applications commerciales, gouvernementales et militaires.

## Héritage
La série 31 ** a formé la base de plusieurs autres stations d'affichage IBM à faible coût, y compris le 3104 pour l'IBM 8100 ; le 5291 de la série de terminaux d'affichage IBM 5250 pour IBM System/36 ; l'écran 4980 pour l'IBM Series/1 ; et l'écran 3178 de la série de terminaux d'affichage IBM 3270 pour IBM System/370 .